# Rita macracanthus
 Rita macracanthus és una espècie de peix de la família dels bàgrids i de l'ordre dels siluriformes.

## Morfologia
- Els mascles poden assolir 26,3 cm de longitud total.[1]

## Hàbitat
És un peix d'aigua dolça i de clima subtropical.

## Distribució geogràfica
Es troba a Àsia: conca del riu Indus a l'Afganistan, el Pakistan i el nord-oest de l'Índia.